# Diane-Capelle
Diane-Capelle är en kommun i departementet Moselle i regionen Grand Est (tidigare regionen Lorraine) i nordöstra Frankrike. Kommunen ligger i kantonen Sarrebourg som tillhör arrondissementet Sarrebourg. År 2022 hade Diane-Capelle 244 invånare.

## Befolkningsutveckling
Antalet invånare i kommunen Diane-Capelle
| Referens: INSEE |